# Acacia paula
Acacia paula är en ärtväxtart som beskrevs av Mary Douglas Tindale och S.J.Davies. Acacia paula ingår i släktet akacior, och familjen ärtväxter. Inga underarter finns listade i Catalogue of Life.